# 圣方济各沙勿略堂 (圣塞瓦斯蒂安)

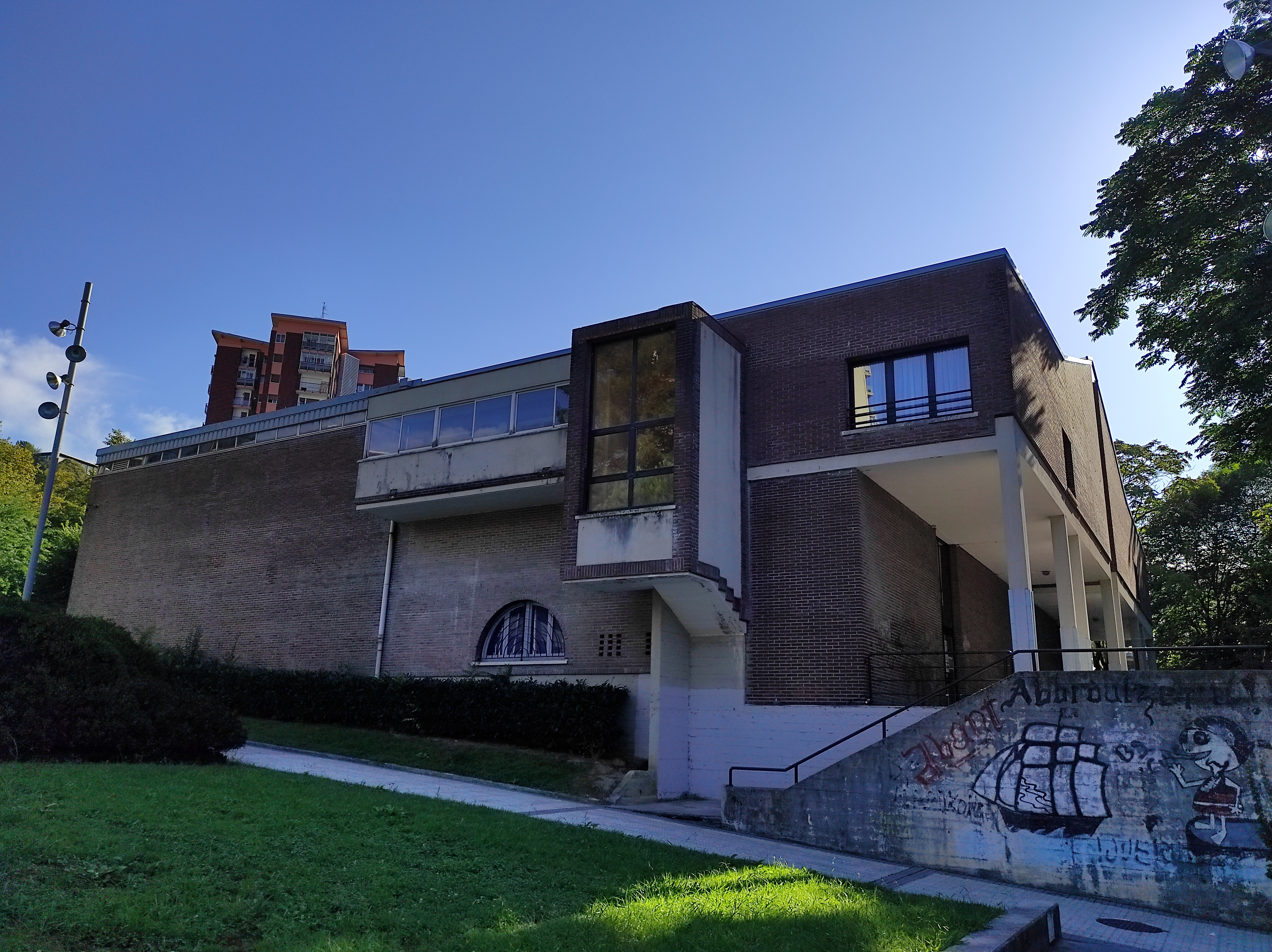

圣方济各沙勿略堂（巴斯克语：San Frantzisko Xabier eliza；西班牙语：Iglesia de San Francisco Javier）是一座罗马天主教的堂区教堂，建于1980年，位于西班牙巴斯克自治区圣塞瓦斯蒂安的比德比埃塔区（Bidebieta）。这是一座风格简约的建筑，因严谨和功能主义而引起人们的注意 。它也被认为是野兽派建筑的一个例子。
1967年9月，这个社区建造了几座摩天大楼，俗称“十二使徒”（西班牙语：12 apóstoles）。这些住宅集中居住了来自西班牙其他地区的大量移民。于是主教决定建立一个新的堂区。1968年，第一次弥撒在Julio Urkijo 街44号楼下的临时场所举行。这里的形状呈 V 形，中心被大厦的电梯井占据，坐在两个部分的教友看不到对方。堂区以 723,000 比塞塔的价格购买了土地（1084.32 平方米）。 最初的预算超过 1600 万比塞塔，后来增长到 3900 万比塞塔。来自附近 1,200 多个收入不高的家庭以及主教团的捐款支付了全部费用。建筑师 Carlos Arruti Carrascosa。1980年1月27日星期日，当时的圣塞巴斯蒂安主教何塞·玛丽亚·塞蒂安为新教堂祝圣。教堂建筑面积 1,123.45 平方米，平面呈希腊十字形。

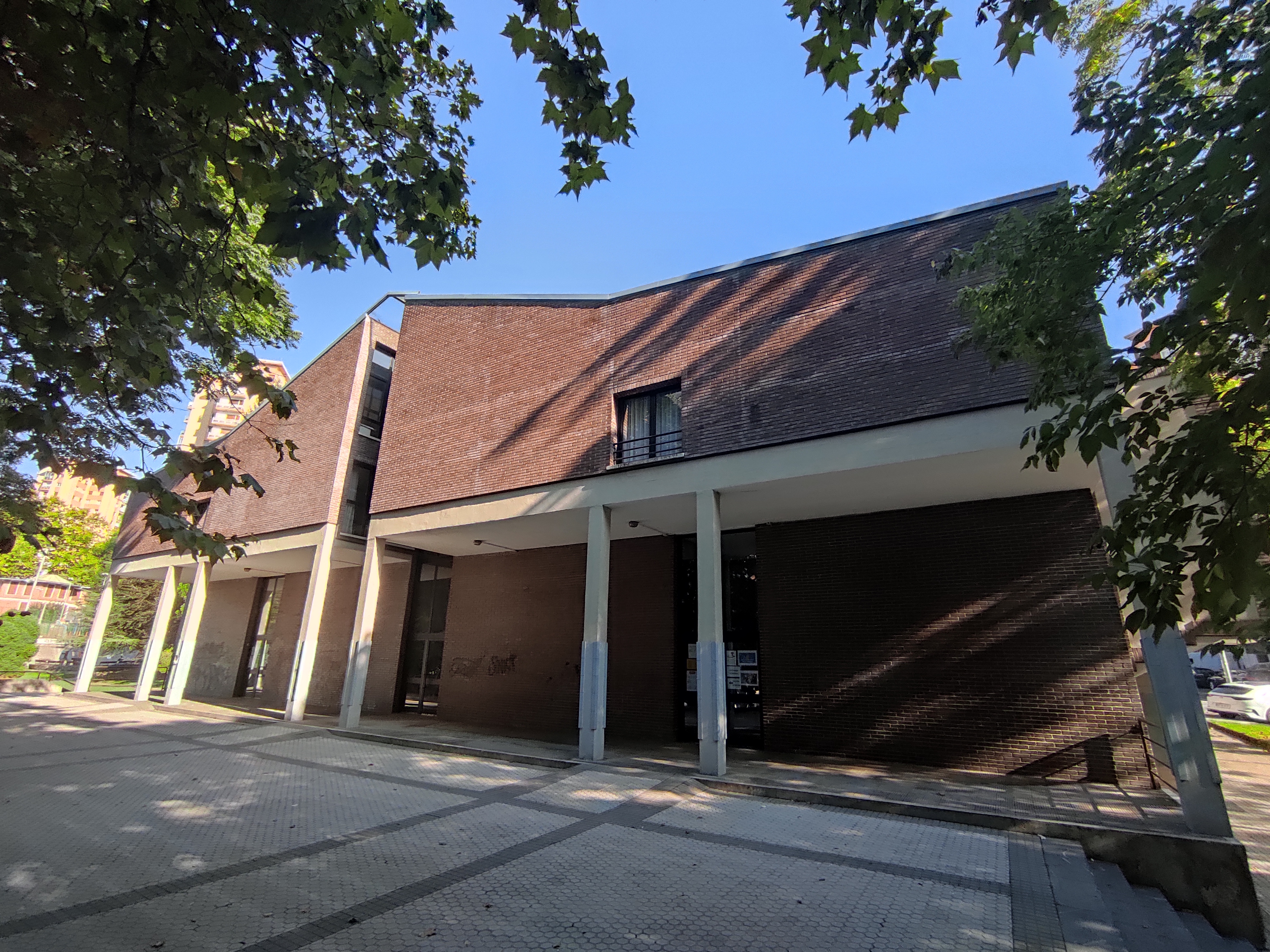
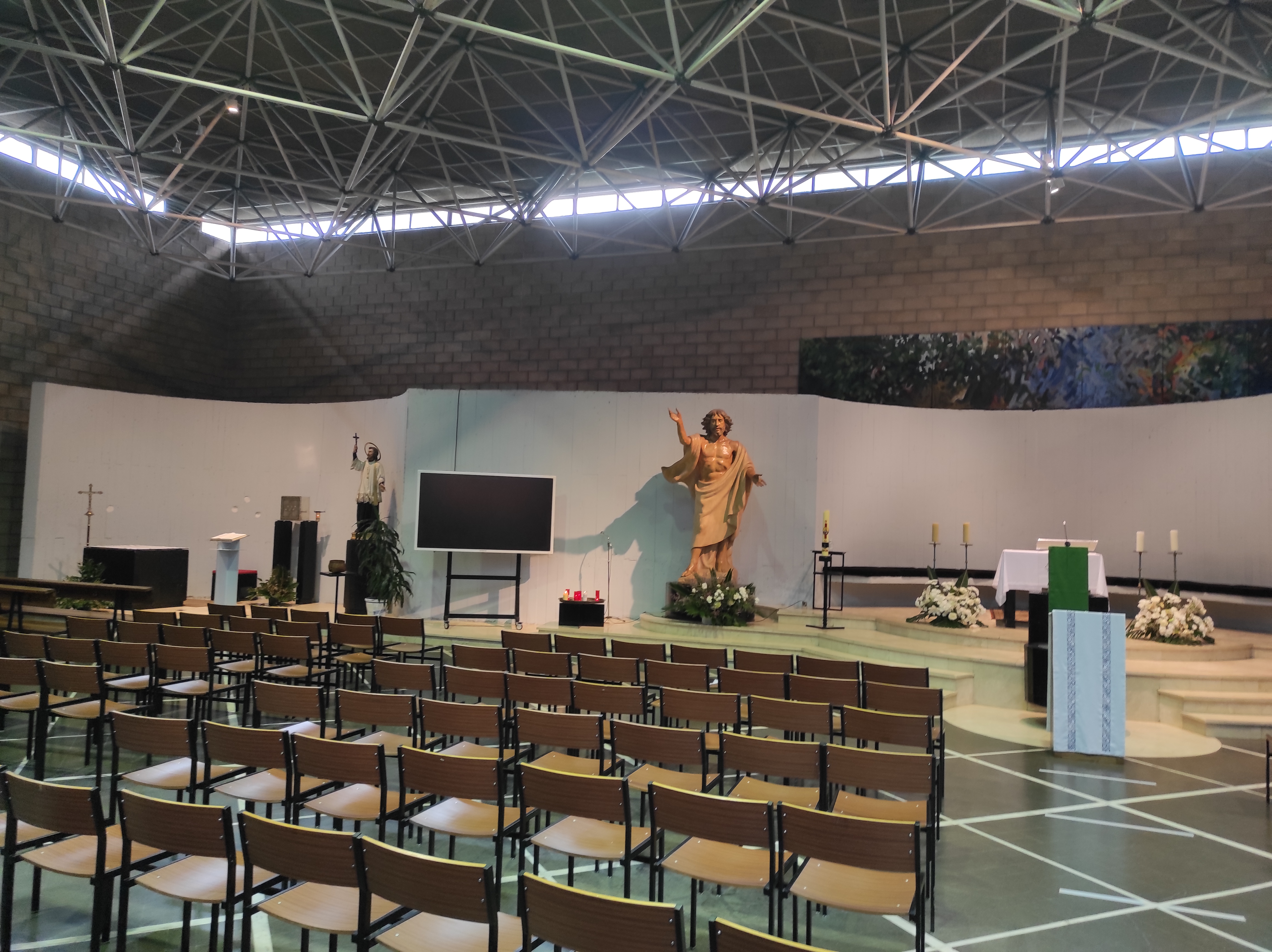
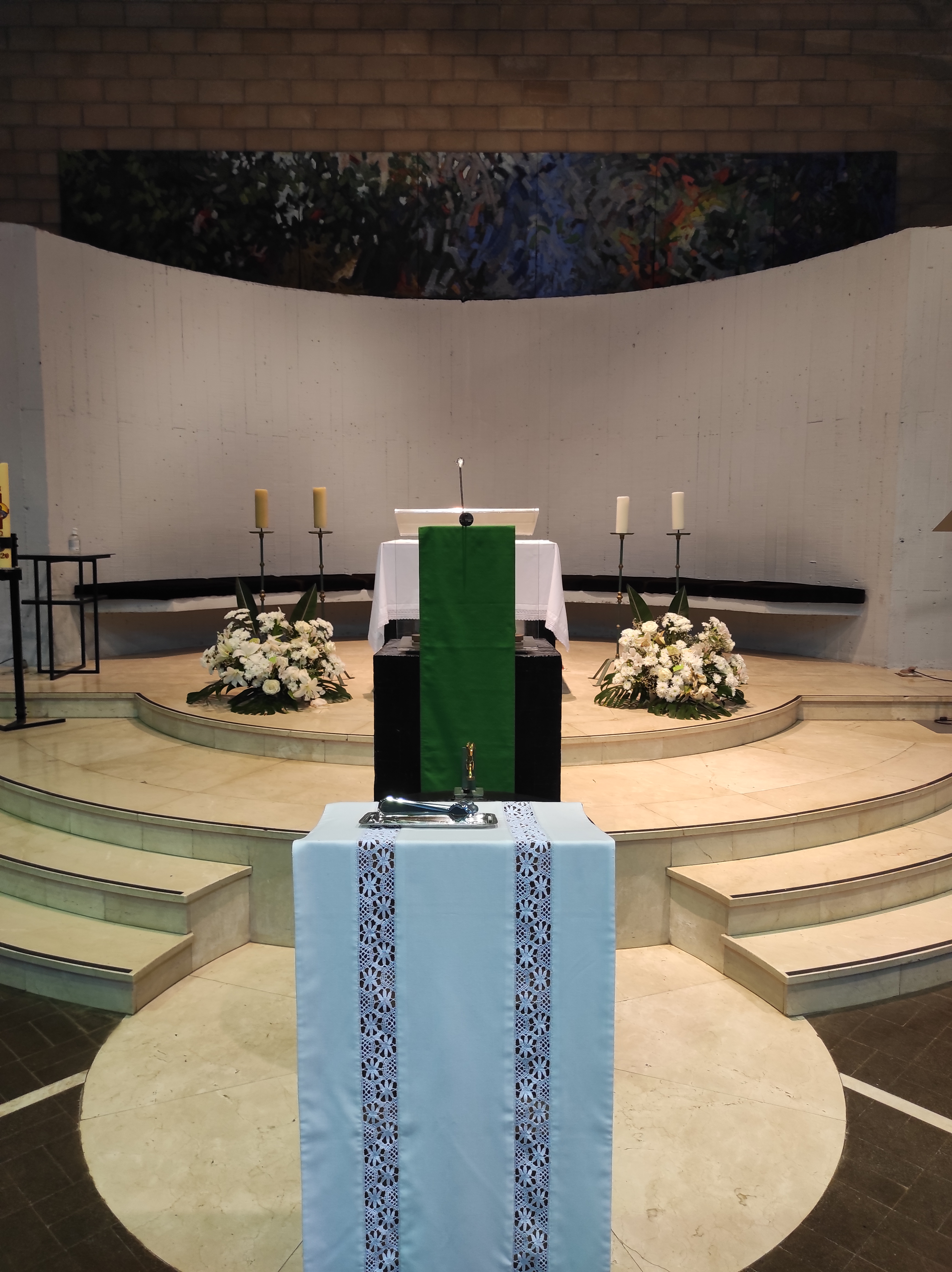
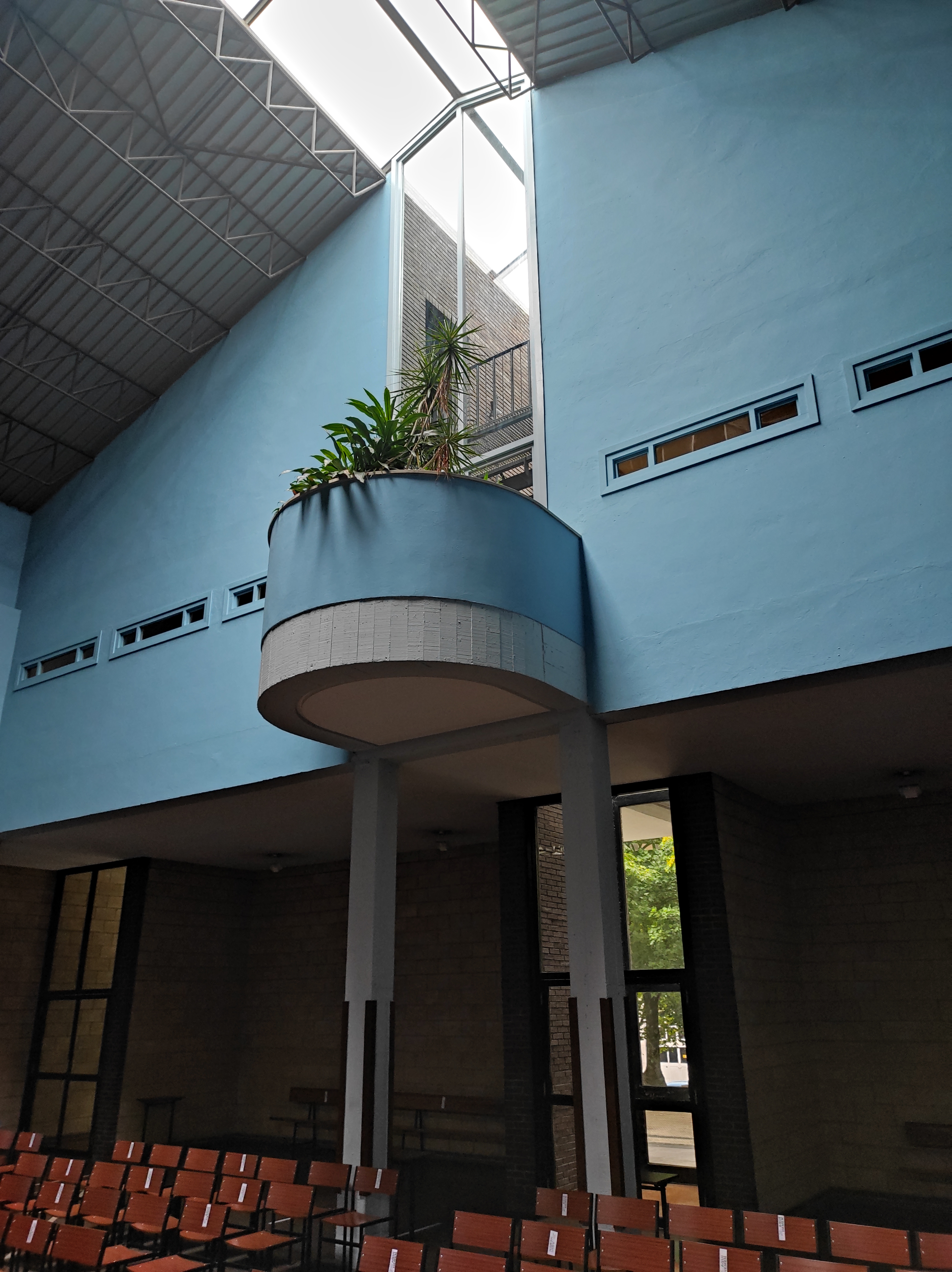